# Pat W. Crizer
Pat William Crizer (* 29. September 1924 in Appalachia, Wise County, Virginia; † 16.  November 1991 in Williamsburg, James City County, Virginia) war ein Generalleutnant der United States Army. Er war unter anderem Kommandeur der 3. Infanteriedivision.

## Leben
Pat Crizer besuchte die öffentlichen Schulen seiner Heimat. Im Jahr 1946 beendete er ein Studium an der United States Military Academy in West Point. Nach seiner Graduation wurde er als Leutnant in das Offizierskorps des US-Heeres aufgenommen. In der Armee durchlief er anschließend alle Offiziersränge vom Leutnant bis zum Drei-Sterne-General.
Im Lauf seiner militärischen Karriere absolvierte Crizer verschiedene Kurse und Schulungen. Dazu gehörten unter anderem der Advanced Officers Course, das Command and General Staff College und das United States Army War College.
Gleich zu Beginn seiner Offizierslaufbahn wurde Crizer nach Japan versetzt, wo er bis 1949 dem Stab des 21. Infanterieregiments angehörte, das der 24. Infanteriedivision unterstand. Nach einer zwischenzeitlichen anderen Verwendung nahm er ab November 1950 am Koreakrieg teil. Dort diente er im 7. Infanterieregiment, das zur 3. Infanteriedivision gehörte, zunächst als Stabsoffizier und später als Kommandeur einer Kompanie. Für seinen dortigen Einsatz wurde er zwei Mal mit dem Silver Star Orden ausgezeichnet.
Nach seiner Heimkehr bekleidete er einige Aufgaben als Stabsoffizier unter anderem beim Office of the Army Comptroller in Washington, D.C. Nach seinem Studium am Command and General Staff College in Fort Leavenworth in Kansas gehörte er für einige Zeit dessen Fakultät an. Von 1962 bis 1964 war er Stabsoffizier beim United States European Command. Daran schloss sich im Jahr 1964 sein Studium am Army War College an. Danach wurde er nach Fort Lewis im Bundesstaat Washington versetzt, wo er das Kommando über das 38. Infanterieregiment erhielt, das der 4. Infanteriedivision unterstand.
Im September 1966 wurde er mit der 4. Infanteriedivision in den Fernen Osten versetzt, wo er am Vietnamkrieg teilnahm. Dort war er zunächst Bataillonskommandeur und dann Leiter der Stabsabteilung G2 (Nachrichtendienste) der Division. Nach seiner Rückkehr wurde er Kommandeur einer Brigade der 5. Infanteriedivision. Daran schloss sich eine Versetzung zum Stab des Vice Chief of Staff of the Army an. Es folgte seine Beförderung zum Brigadegeneral und seine Versetzung zum Stab der 2. Infanteriedivision in Südkorea.
Als Nächstes bekleidete Crizer erneut Generalstabspositionen im Pentagon. Zwischen August 1975 und Oktober 1977 war er Kommandeur der in Deutschland stationierten 3. Infanteriedivision. Danach kommandierte er zunächst die US Army Readiness Region III und fungierte dann als stellvertretender Kommandeur der 1. Armee. Im Jahr 1978 wurde er auf Wunsch von General George S. Blanchard, dem damaligen Kommandeur von USAREUR, zu dessen Stellvertreter ernannt und in dessen Hauptquartier in Heidelberg versetzt. Diesen Posten bekleidete er bis zu seiner Pensionierung im Jahr 1981. Anlässlich seines Ausscheidens aus dem Militärdienst wurde ihm die Army Distinguished Service Medal verliehen.
Danach war Pat Crizer für einige Jahre Berater der Firma Burdeshaw Associates in Washington, DC. Er verbrachte seinen Lebensabend in Williamsburg in Virginia. Im Jahr 1990 erkrankte er an Leukämie. Der seit 1950 mit Frances Louise Owens (1924–2017) verheiratete Offizier starb am 16. November 1991 und wurde auf dem amerikanischen Nationalfriedhof Arlington beigesetzt.